# Опочня
Опочня — река в России, протекает в Волховском районе Ленинградской области. Левый приток Сяси.

## География
Опочня начинается на северном краю болота Зеленецкие Мхи, течёт на северо-запад. Перед устьем на правом берегу остаётся деревня Бор. Впадает в Сясь в 50 км от устья последней. Длина реки составляет 10 км.

## Данные водного реестра
По данным государственного водного реестра России относится к Балтийскому бассейновому округу, водохозяйственный участок реки — Сясь, речной подбассейн реки — Нева и реки бассейна Ладожского озера (без подбассейна Свирь и Волхов, российская часть бассейнов). Относится к речному бассейну реки Нева (включая бассейны рек Онежского и Ладожского озера).
Код объекта в государственном водном реестре — 01040300112102000018402.